# Всеобщие выборы в Гватемале (1966)
Всеобщие выборы в Гватемале прошли 6 марта 1966 года. В 1-м туре президентских выборов ни один из кандидатов не набрал более 50% голосов избирателей, поэтому 10 мая президентом был избран кандидат от Революционной партии Хулио Сесар Мендес Монтенегро членами Конгресса непрямым голосованием. На парламентских выборах Революционная партия получила 28 из 54 мест Конгресса.

## Результаты

### Президентские выборы
| Кандидат                           | Партия/Коалиция                      | Голосов избирателей | Голосов избирателей | Голосов депутатов | Голосов депутатов |
| Кандидат                           | Партия/Коалиция                      | Голоса              | %                   | Голоса            | %                 |
| ---------------------------------- | ------------------------------------ | ------------------- | ------------------- | ----------------- | ----------------- |
| Хулио Сесар Мендес Монтенегро      | Революционная партия                 | 209 204             | 44,78               | 35                | 64,81             |
| Хуан де диос Агиляр де Леон        | Институционно-демократическая партия | 148 025             | 31,68               | 19                | 35,19             |
| Мигель Анхель Понсиано             | Движение национального освобождения  | 109 981             | 23,54               | -                 | -                 |
| Недействительных/пустых бюллетеней | Недействительных/пустых бюллетеней   | 64 060              | -                   | 0                 | -                 |
| Всего                              | Всего                                | 531 270             | 100                 | 54                | 100               |
| Источник: Nohlen                   |                                      |                     |                     |                   |                   |

### Парламентские выборы
| Революционная партия                 | 192 366 | 44,07 | 29 |
| Институционно-демократическая партия | 138 873 | 31,81 | 21 |
| Движение национального освобождения  | 105 306 | 24,12 | 5  |
| Недействительных/пустых бюллетеней   | 82 848  | -     | -  |
| Всего                                | 519 393 | 100   | 55 |
| Источник: Nohlen                     |         |       |    |